# ویرجین درینکس
ویرجین درینکس (انگلیسی: Virgin Drinks) شرکت نوشیدنی بریتانیایی است، که در سال ۱۹۹۴ تأسیس شد.